# Никки Джейн
Никки Джейн (англ. Nikki Jayne), настоящее имя Саманта Джейн Хейвуд (англ. Samantha Jane Haywood, род. 10 июня 1985, Уиган, Большой Манчестер) — британская порноактриса.

## Биография

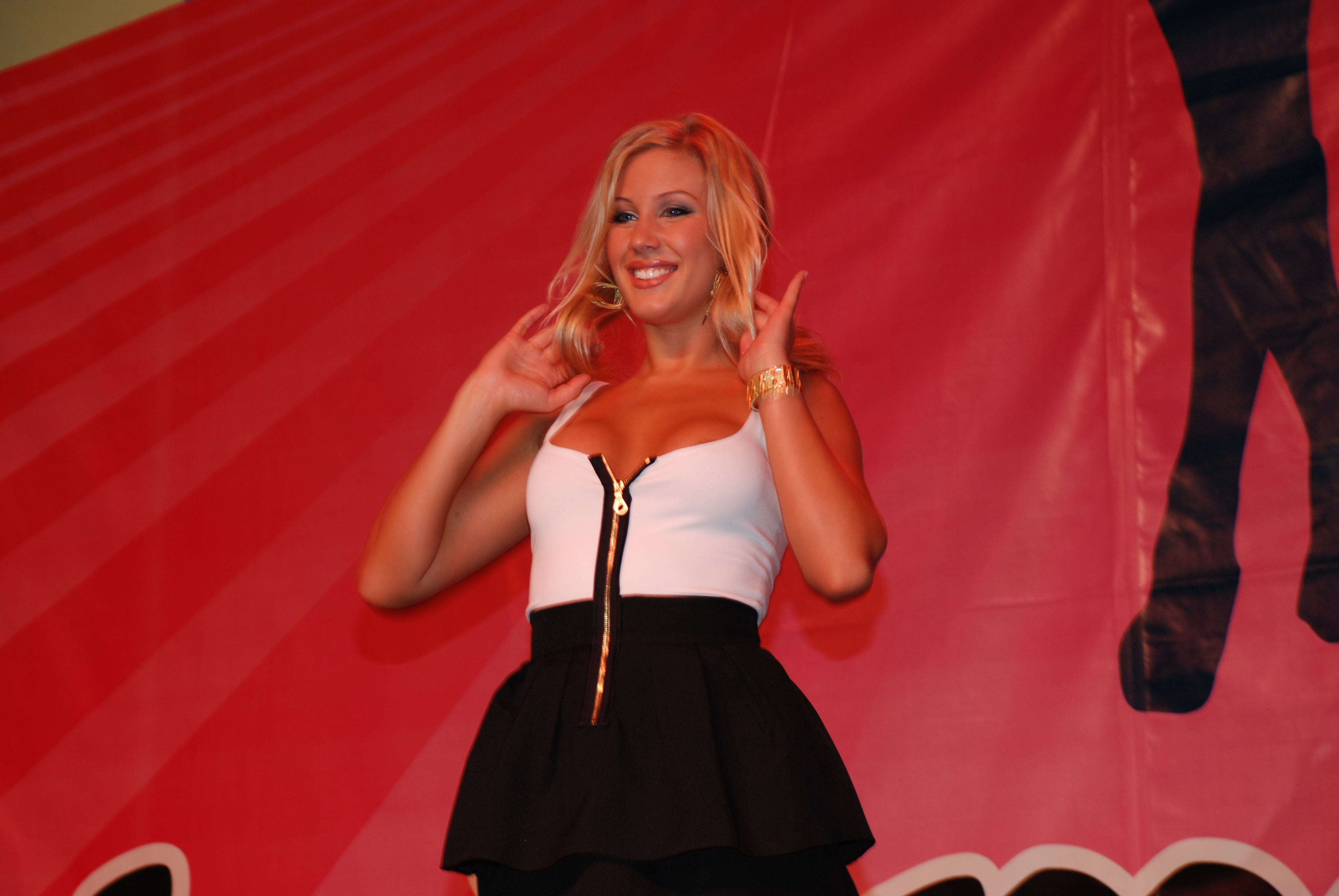

Родилась 10 июня 1985 года в Манчестере. Выросла в Бич-Хилле, пригороде Уигана, где училась в Католической школе Святого Джона Фишера (St John Fisher Catholic High School). В возрасте 18 лет Саманта сделала операцию по увеличению груди, увеличив размер с 34А до 34С. После окончания школы поступила в колледж, где изучала актёрское мастерство, бизнес и психологию, но ушла уже через три месяца. После этого три с половиной года работала, продавая рекламу в газете Wigan Reporter.
В 2007 году участвовала в ETO Show в Бирмингеме, где работала моделью вечерних платьев. В тот раз её представили Газзману (Gazzman) и Дэйву (Dave) из Harmony Films. Через три дня девушка приехала в Чехию, чтобы сняться в первой сцене, которую выпустили под названием The Initiation of Nikki Jayne («Посвящение Никки Джейн»).
Через девять месяцев Джейн была нанята агентством талантов LA Direct Models и приглашена им в Лос-Анджелес; в июне 2008 года она подписала контракт с Vivid Entertainment.
В апреле 2009 года было объявлено, что она будет вести колонку советов в британском журнале Men’s World Magazine.
Ушла из индустрии в 2014 году, снявшись в 45 фильмах.
У Джейн есть татуировка на внутренней стороне левого запястья и пирсинг в клиторе.

## Награды и номинации
- 2009: AVN Award — лучшая новая старлетка — номинация[12]
- 2009: AVN Award — лучшая сцена двойного проникновения — The Nikki Jayne Experiment — номинация[12]
- 2009: CAVR Award — Blu-ray фильм года — The Nikki Jayne Experiment[13]
- 2009: XRCO Award — новая старлетка — номинация[14]
- 2009: Hot d'Or — лучшая европейская старлетка — номинация[15]
- 2009: XBIZ Award — новая старлетка года — номинация[16]
- 2010: AVN Award — лучшая сцена двойного проникновения — Catch Me — номинация[17]
- 2010: AVN Award — лучшая сольная сцена — Catch Me — номинация[17]
- 2011: XRCO Award — лучшая актриса (номинация)[18]
- 2011: AVN Award — лучшая актриса — The Condemned — номинация[19]
- 2011: AVN Award — лучшая групповая лесбийская сцена — The Condemned — номинация[19]
- 2011: AVN Award — лучшая сцена двойного проникновения — The Condemned — номинация[19]

## Избранная фильмография
- The Initiation of Nikki Jayne
- The Nikki Jayne Experiment
- Catch Me
- The Condemned